# 藤原安子
藤原安子，為村上天皇中宮，右大臣藤原師輔長女，母親為藤原經邦之女盛子。天慶三年（西元940年），於飛香舍與成明親王（村上天皇）舉行婚儀。天慶七年（西元944年），成皇太弟妃。村上天皇即位，為女御，授從三位，賜居昭陽舍。天历四年（西元950年），生下第二皇子憲平親王（冷泉天皇），兩個月後便被封為東宮。天历十年（西元956年），進從二位。天德二年（西元958年），冊為中宮。應和四年（西元964年），因生選子內親王難產而崩，年三十八。安子生育冷泉天皇、圓融天皇、為平親王、承子內親王、輔子內親王、資子內親王與選子內親王，替村上天皇生育最多子女。冷泉天皇即位，追贈為皇太后。圓融天皇即位，追贈為太皇太后。
因安子生下了兩位天皇，確立藤原攝關家的地位。安子的侄子藤原道長更將權位發展至巔峰，造就藤原氏的傳奇與榮華。

## 紀事
安子成為皇后之後，新有女御藤原芳子入宮得寵。芳子容貌絕豔、聰穎過人，很得村上天皇寵愛，讓安子十分忌妒。安子所居的弘徽殿與芳子所居的飛香舍比鄰，安子為了看芳子是何等美貌，在牆壁上鑽洞窺視飛香舍，見到芳子真如傳聞所言一般美麗，忌妒之心更加旺盛，竟然往洞內丟擲挖洞的器具，被村上天皇發現。天皇大怒，認為是安子的兄弟們唆使安子，斥責安子的兄弟們之後遣其返家。安子得知後，對村上天皇十分怨怒。安子死後，村上天皇相當懊悔，對芳子的寵愛便因此衰減。

## 來源
【大日本史卷之七十九 列傳第六 后妃六 （页面存档备份，存于）】